# Fresno de la Fuente
Fresno de la Fuente település Spanyolországban, Segovia tartományban. Fresno de la Fuente Pradales, Cedillo de la Torre, Pajarejos, Grajera és Encinas községekkel határos. Lakosainak száma 77 fő (2024).

## Népesség
A település népessége az elmúlt években az alábbi módon változott:
| Lakosok száma | 74   | 80   | 116  | 116  | 108  | 90   | 74   | 67   | 73   | 77   |
|               | 2001 | 2004 | 2007 | 2009 | 2012 | 2014 | 2017 | 2019 | 2022 | 2024 |